# Тоннель Ахмеда Хамди
Тоннель Ахмеда Хамди (также тоннель имени Ахмеда Хамди) — подводный автомобильный тоннель под дном Суэцкого канала в районе города Суэц, Египет. Назван в честь египетского генерала инженерного корпуса Ахмеда Хамди, убитого при строительстве моста на месте нынешнего туннеля во время войны 1973 года.
С момента его постройки и по настоящее время тоннель Ахмеда Хамди обеспечивает проезд для автомобилей под Суэцким каналом.

## Общая характеристика
Тоннель расположен в юго-западной части Синайского полуострова, и административно соединяет между собой полуостров с материковой частью Африки.
Относительно канала расположен под углом, и с небольшим закруглением лежит с северо-запада на юго-восток.
Въезд и выезд осуществляется через специализированные контрольно-пропускные пункты, расположенные с обеих сторон туннеля. Как сам тоннель, так и окружающий район плотно охраняются силами египетской полиции, а также специализированными частями вооруженных сил Республики.
Тоннель физически расположен под дном морского канала, соответственно — намного ниже уровня Мирового океана. В длину тоннель протянулся на 1,63 км, а в диаметре составляет 11,6 м. Глубина относительно уровня Мирового океана: −53,6 м. Над потолком самой глубокой точки туннеля лежит 42 метра скальных пород и морской воды. Проезд по туннелю имеет по одной полосе движения в каждом направлении.
Способен пропускать без ограничений все типы автомобильного транспорта.
Через тоннель, наряду с Мостом Мубарак и многочисленными Паромными переправами через Суэц, проходят основные автомобильные пути, соединяющие два континента.

## Автомобильные сообщения
По причине особого географического расположения, через тоннель функционирует автомобильное сообщение с множеством городов Египта. В частности, через него проходят автодороги из Шарм-эш-Шейха, Дахаба, Нувейбы, Табы — в Каир и Александрию.
Проезд через тоннель — платный. Стоимость проезда легкового автомобиля — 20 египетских фунтов.

## История создания
Целесообразность постройки туннеля обусловлена достаточно большой транспортной нагрузкой на линии пересечения Суэцкого канала, и неудобством паромной переправы.
Тоннель строился щитовым способом и был открыт в ноябре 1981 года. Однако просачивание солёных вод через укреплённое бетонное покрытие было замечено уже вскоре после окончания постройки. Солёная вода быстро разъедала сталь и ухудшала бетон, что приводило к систематическим проблемам и серьёзному ухудшению покрытия.
В 1992 году, по проекту японского правительства, начались работы по реконструкции туннеля. В процессе реконструкции были внедрены новые системы по мониторингу и эксплуатации туннеля. Чтобы избавляться от накопленной воды, в его основании были установлены мощные насосные системы — водоотливная и сточная. Дополнительное укрепленное бетонное тоннельное покрытие было построено внутри первичного.
В апреле 2013 года руководство Египта объявило о предстоящем строительстве ещё трёх туннелей под Суэцким каналом — двух автомобильных и одного железнодорожного, общей стоимостью 5 млрд египетских фунтов ($715 млн.).